# 北京师范大学珠海分校
北京师范大学珠海分校（英語：Beijing Normal University, Zhuhai），位于广东省珠海市香洲区，是由北京师范大学与珠海市人民政府共同管理的全日制本科独立学院。该校从2019年起逐年调减招生计划，于2021年停止招生，2024年终止办学。校园和校舍回收设立北京师范大学直属的北京师范大学珠海校区。

## 历史沿革

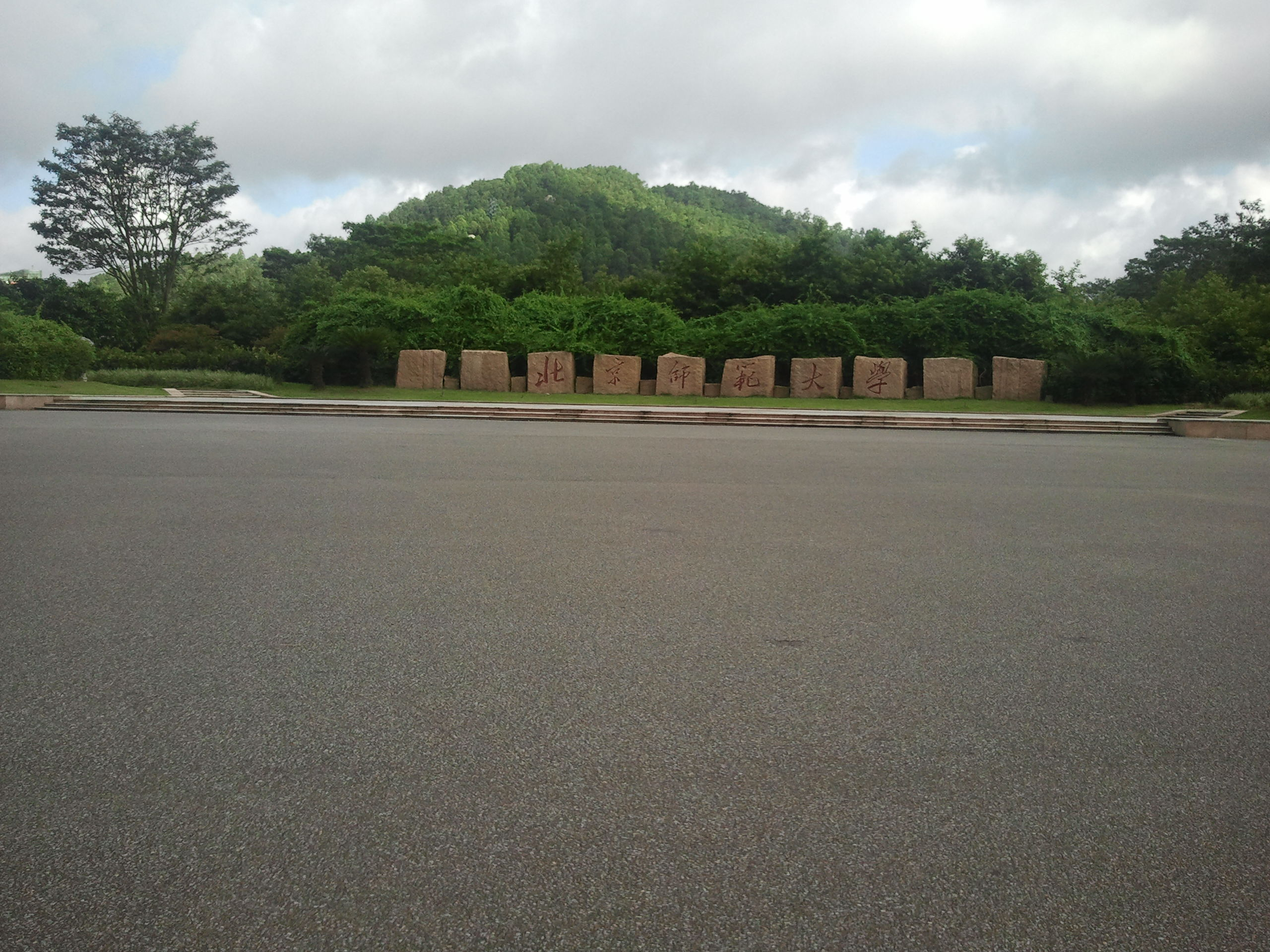
校名石

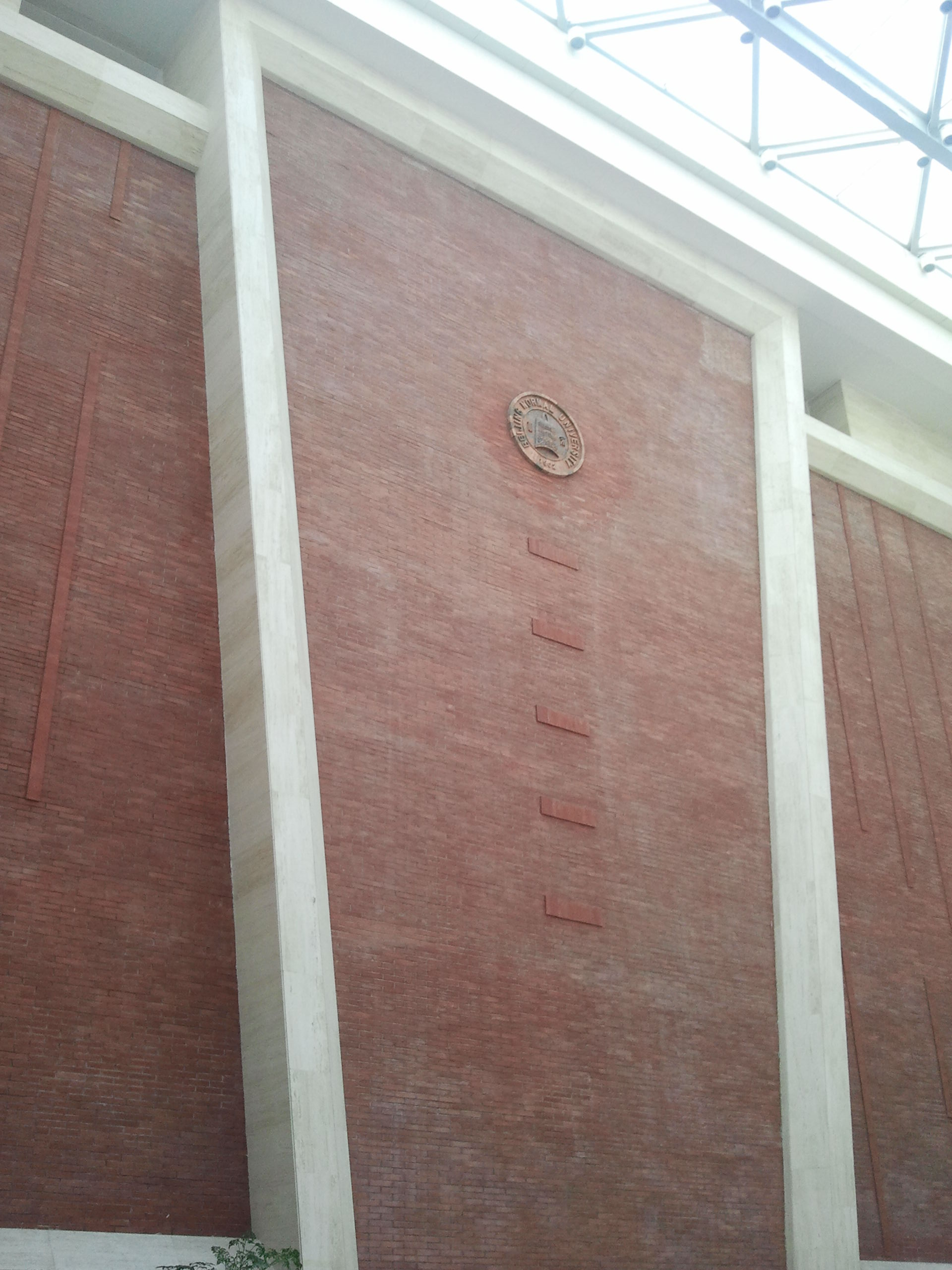
圖書館二樓木鐸牆壁

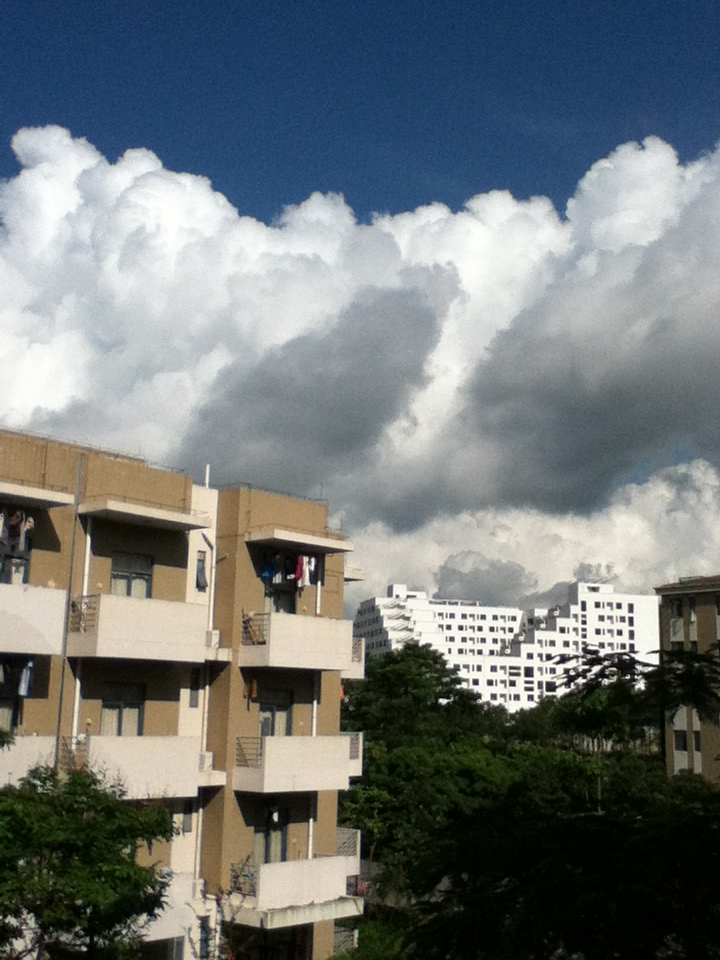
四人間宿舍樓，燕華7棟；右側是六人間的海華3棟

### 珠海教育园区
北京师范大学珠海分校最初名为北京师范大学珠海教育园区，该校是在北京师范大学百年校庆后作为“教改创新”而设置的异地校区，于2002年正式成立，同年招收首届学生。
2003年，北京师范大学珠海教育园区由校方单方面更名为北京师范大学珠海校区，并在同年以“珠海校区”的名义对外招生，与北京师范大学本校采取同等招生規格。但此更名并未获得中华人民共和国教育部承认。
2003年7月30日，北京师范大学收到中华人民共和国教育部《关于北京师范大学珠海教育园区更名为北京师范大学珠海分校的通知》（教发函〔2003〕231号），要求将“北京师范大学珠海教育园区”更名为“北京师范大学珠海分校”，珠海分校建设发展所需资金由合作方承担或以民办机制筹措，国家和学校不承担其建设和运作所需要的资金投入；珠海分校应具有法人资格，并实行相对独立的管理；珠海分校的招生计划实行属地化管理，由广东省统筹安排下达；招收学生学习期满且考试合格者，颁发“北京师范大学珠海分校毕业证书”，并以“北京师范大学珠海分校”名称具印。

### 降格独立学院
按照教育部教发函[2003]231号文，北京师范大学珠海校区于2004年更名为北京师范大学珠海分校，招生批次也由原來的本科第一批降至本科第二批。在全国多数省市均为本科二批招生（广东省以本科二B批次招生）。唯湖南、湖北、江蘇、陝西、甘肅、雲南等六省拒绝承認該校為本科二批招生檔次學校，故拒絕該校在其省內招生。
2008年2月4日，中华人民共和国教育部部务会议通过《独立学院设置与管理办法》（教育部令第26号），办法规定，“所谓独立学院，是指是指实施本科以上学历教育的普通高等学校与国家机构以外的社会组织或者个人合作，利用非国家财政性经费举办的实施本科学历教育的高等学校。”
2008年12月16日，北京师范大学珠海研究院在北京师范大学珠海分校正式挂牌成立。由时任北京师范大学副校长、校党委常委，北京师范大学珠海分校代校长陈光巨任研究院院长。研究院现设有国家级实验室四个，分别是电气安全国家级实验室、病媒及分子生物学国家级实验室、玩具检测国家级实验室、卫生检疫国家级实验室。
建校以来，珠海分校学院数量逐步增加，各学院内设科系、跨学院科系也在不断调整。2009年，原商学院、国际金融学院、国际学院三院合并，成立国际商学部，而国际商学部也成为迄今为止珠海分校最大的学院和部门。2013年增加运动与休闲学院，2014年开始著手撤销特许经营学院，并将特许经营管理并入其他管理专业相关的学院。原文学院的编辑出版专业也并入艺术与传播学院。
2011年，学校开始招收第一届研究生。2015年，北师大珠海分校在广东省升至二A批次招生（相当于本科二批）。
2017年8月27日，广东省人民政府、珠海市人民政府与北京师范大学签署协议，共建北京师范大学珠海校区，将北京师范大学珠海分校升级为北京师范大学珠海校区。

### 珠海分校停办
2019年4月8日，中华人民共和国教育部向北京师范大学发出《教育部关于同意北京师范大学珠海校区建设的批复》（教发函〔2019〕14号），正式批复同意建设北京师范大学珠海校区，北京师范大学将在广东省政府、珠海市政府的支持下，利用北京师范大学珠海分校以及已协议收回的北京师范大学-香港浸会大学联合国际学院的用地进行校舍建设。北师大珠海校区将成为北京师范大学的分校区，与本部具有同水平、同标准的办学定位。而北京师范大学珠海分校将从2019年起逐年调减招生计划，于2021年停止招生，2024年终止办学。

## 校园环境

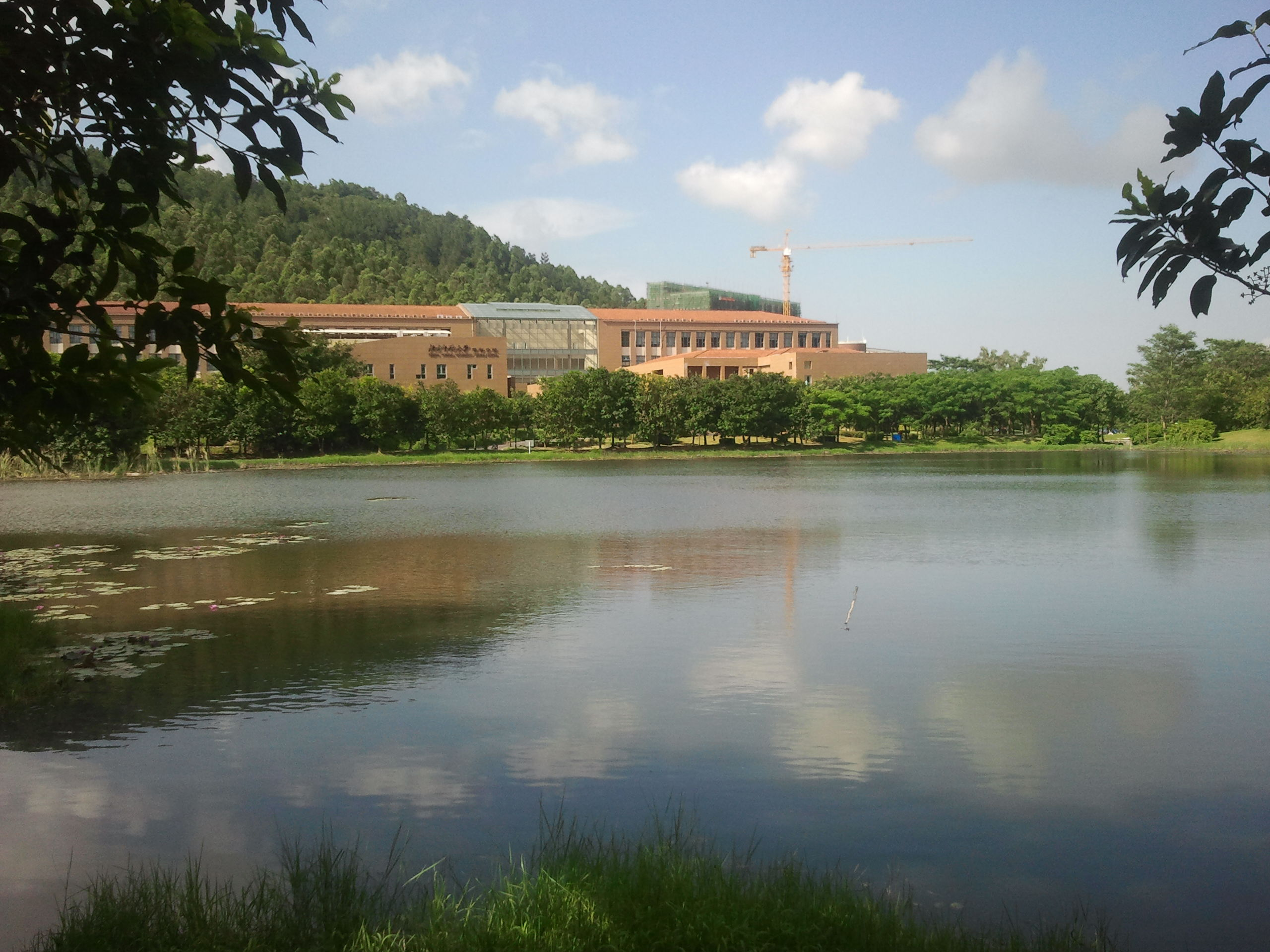
麗澤湖邊的麗澤樓，也是學校最大的教學樓

校内建筑多以北京师范大学本部的路名命名，如励耘楼对应的是本部的励耘路，名称源自首任校长陈垣的个人书房励耘书屋；又如乐育楼对应的是本部的乐育路，丽泽楼对应的是本部的丽泽路。其中，丽泽楼曾一度被校方称之为“励泽楼”，而学生们普遍对后者持反对态度，后来校方将楼名恢复为源自《易经》的丽泽楼。
另有亚洲最大的图书馆单馆建筑，以及以学院名称命名的国际传媒学院（已改为设计学院）楼与工程学院楼。
学校有学生食堂三个，分别是“学一饭堂”、“学二饭堂”和“学三饭堂”，其中教师饭堂设在“学一饭堂”二楼附设小餐厅内；有学生住宿区四个，分别为“粤华苑”、“仪华苑”（后改名京华苑）、“海华苑”和“燕华苑”；有教师住宿区两个，分别为“京师家园”和“师华苑”（青年公寓）。
另外，北京师范大学-香港浸会大学联合国际学院（UIC）的校园和学生宿舍群也全部为分校校园境内。2018年，UIC原校区归还珠海分校，主体校园搬至唐家会同村内的新校区。

## 组织机构

### 行政部门
- 学校办公室
- 教务处
- 学生处
- 财务处
- 人事处
- 后勤处
- 保卫处
- 发展规划处
- 资产与基建管理处
- 科研处
- 国际交流与合作处
- 招生与就业处
- 法律事务处

### 教研部门
教学院系
| 院系名称       | 下设教学单位 | 负责人                                           | 成立时间 | 备注 |
| -------------- | --- | ------------------------------------------------ | -------- | --- |
| 法律与行政学院 | 法学系 社会学系 英美法系 行政管理系                                                                              | 名誉院长：赵中孚 院长：于风政                    | 2003年   | |
| 教育学院       | 教育经营系 生活科学系 儿童教育系 应用心理学系                                                                    | 名誉院长：顾明远 院长：吴忠魁                    | 2002年   | 2004年以前称“国际教育学院” |
| 文学院         | 汉语言文学 编辑出版 对外汉语                                                                                     | 名誉院长：刘锡庆 院长：张明远                    | 2002年   | 前身为“中文系” |
| 外国语学院     | 英语系 日语系 | 院长：陶文好                                     | 2003年   | |
| 艺术与传播学院 | 广告系 传播系 文化产业管理系 表演系 影视系 艺术教育系                                                            | 院长：桂青山                                     |          | 2005年由原“文化艺术学院”、“国际传播学院”、“影视学院”合并而成。 |
| 设计学院       | 平面与多媒体设计 环境艺术设计 动态影像设计 产品设计                                                              | 代理院长：于禾                                   | 2003年   | 以前称“国际传媒设计学院” 2010年改为现称 |
| 特许经营学院   | 特许经营管理系 会展管理系 市场营销                                                                               | 名誉院长：张征宇 院长：刘文献 常务副院长：王学思 | 2003年   | 2004年以前称“国际特许经营学院” |
| 管理学院       | 信息系统管理系 人力资源管理系 公共事业管理系                                                                     | 名誉院长：蒋正华 常务副院长：唐任伍              | 2002年   | 2004年以前称“国际管理学院” |
| 不动产学院     | 房地产经营管理系 资源环境与城乡规划管理系 城市规划                                                               | 名誉院长：杨慎 院长：马克伟 常务副院长：金怡国   | 2002年   | 2004年以前称“国际不动产学院” |
| 物流学院       | 物流管理系 物流工程系                                                                                            | 名誉院长：刘木春 院长：张惠颖                    | 2003年   | 2004年以前称“国际物流学院” |
| 信息技术学院   | 软件工程系 计算机与数字媒体系 电子与电气系                                                                       | 院长：彭望琭                                     | 2002年   | 前身为“计算机系”，后改称“信息技术学院”； 2005年与“软件工程学院”合并后改称“信息技术与软件工程学院”； 2007年改为现称 2010年“计算机科学与技术系”改名为“计算机与数字媒体系”，包含“计算机科学与技术专业”和“数字媒体技术专业” “电子信息科学与技术系”改名为“电子与电气系” |
| 工程技术学院   | 生物技术系 教育技术系                                                                                            | 院长：安宝生                                     |          | |
| 应用数学学院   | 数学与应用数学、信息与计算科学、统计学                                                                           | 主任：陈培慈                                     |          | 前身为应用数学系 |
| 国际商学部     | 传播学（英文教学）、金融学（国际）、金融学（国内）、广告学（英文教学）、工商管理系、电子商务系、国际经济与贸易系 | 学部长：厉以平                                   | 2002年   | 国际金融学院、商学院、国际学院三院已于2009年合并成立国际商学部 |
| 运动休闲学院   | 高尔夫球，户外运动、健身健美                                                                                     | 院长：钟勇                                       | 2012年   | 北京师范大学珠海分校公共体育教研部、体育与健康教育中心 |

研究机构
- 软件研究所
- 珠江三角洲地区经济研究中心
- 全球变化与地球系统科学研究院
- 不动产研究所
- 中国经济特区立法研究所
- 珠三角公共政策研究中心
- 珠三角文化软实力研究中心
- 国际华文文学发展研究所
- 珠三角经济社会研究中心
- 纵横南方科技中心
- 遥感与GIS中心
- 国际教育研究中心
- 信息技术研发中心
- 智能控制研究所
- 智能工程研究所
- 金融研究所
- 教育信息化中心
- 普通话研究与发展中心
- 经济管理研究中心
- 基础教育研究发展中心
- 土地研究中心
- 国际特许经营研究发展中心
- 艺术设计研究所
- 国际汉语文化研究所
- 资源环境研究所
- 日本教育研究所
- 岭南民俗研究所
- 文化创意产业研究中心
- 数字文献研究所
- 智能玩教具研究所
- 天然免疫功能性食品研究所
- 城市发展研究中心
- 世界华文文学发展研究所[11]
- 中国经济特区立法研究所[12]

其他机构
- 宋庆龄公益慈善教育中心
- 运动休闲学院
- 普通话研究与发展中心
- 政治理论教研部
- 通识教学中心

### 附属学校
- 北京师范大学珠海分校惠州附属学校（现更名为惠州市惠城区京师实验小学）
- 北京师范大学珠海分校附属外国语学校
- 北京师范大学（珠海）肇庆附属学校（现更名为肇庆宣卿中学）

### 学生会
治理类
- 校学生会[13]
- 校学生自我管理委员会
- 社团联合会
- 学生安全委员会[14]
- 学生宿舍自我管理委员会
- 后勤服务协管委员会[15]

媒体与出版物
- 校报：《励耘报》
- “师大之音”校广播台
- 国际商学部：《经纶•副刊》（院報）《Set Sail》（院刊）《春華秋實》
- 法律与行政学院：《燧扬》（院刊）、《先锋》（院报）
- 教育学院：《明远》（院刊）
- 不动产学院：《不动产时代》（院刊）
- 艺术与传播学院：《媒介汇报》（传播系系刊）

## 历任领导
| 北京师范大学珠海分校董事会董事长 - 许嘉璐 （2002年10月至2005年1月） - 陈文博（2005年1月至2008年10月） 北京师范大学珠海教育园区领导小组组长 - 钟秉林（2008年10月） | 北京师范大学珠海教育园区管理委员会主任 - 戴家干（2000年10月至2002年10月） 北京师范大学珠海分校校长 - 苗中正（2002年10月至2008年5月20日） - 华生（2008年5月20日至2008年10月20日） - 陈光巨（2008年10月20日2013年，代校长） - 涂清雲（2013年至2020年） - 王守军（2020年至2024年） | 北京师范大学珠海分校党委书记 - 刘木春（建校至2003年1月） - 苗中正（兼） - 呼中陶（2006年10月至2011年） - 唐偉（2011年至2016年） - 耿向东（2016年至2019年） - 方增泉（2019年至2020年） - 韦蔚（2020年至2024年） |

北京师范大学珠海分校教授委员会主任委员
- 杨国昌（2006年9月）[24]

## 规章制度

### 学位证与毕业证
北京师范大学珠海分校的2002、2003级合格毕业生均由北京师范大学颁发毕业证与学位证。2004级到2007级合格毕业生由北京师范大学颁发学位证，由北京师范大学珠海分校颁发毕业证。2008级及之后的合格毕业生均由北京师范大学珠海分校颁发学位证与毕业证。

## 国际合作
| 学校名称           | 所在地区 | 合作机构       | 合作内容                                                                              | 备注                                              |
| ------------------ | -------- | -------------- | ------------------------------------------------------------------------------------- | ------------------------------------------------- |
| 德蒙特福德大学     | 英国     | 国际商学部     |                                                                                       |                                                   |
| 伦敦城市大学       | 英国     | 国际商学部     | 共建“2+2”本科项目                                                                     |                                                   |
| 威斯敏斯特大学     | 英国     |                |                                                                                       |                                                   |
| 格拉摩根大学       | 英国     |                |                                                                                       |                                                   |
| 金斯顿大学         | 英国     |                |                                                                                       |                                                   |
| 波恩茅茨大学       | 英国     |                |                                                                                       |                                                   |
| 普利茅斯大学       | 英国     |                |                                                                                       |                                                   |
| 伯恩茅斯大学       | 英国     |                |                                                                                       |                                                   |
| 亚伯里斯威斯大学   | 英国     |                |                                                                                       |                                                   |
| 鲁顿大学           | 英国     |                |                                                                                       |                                                   |
| 白金汉大学         | 英国     |                |                                                                                       |                                                   |
| 班戈大学           | 英国     | 国际商学部     | 双方共建“2+2”金融本科项目                                                             |                                                   |
| 贝德福特大学       | 英国     | 国际商学部     | 双方共建“2+2”工商管理、媒体制作与营销本科项目                                         |                                                   |
| 约翰·摩尔斯大学    | 英国     |                |                                                                                       |                                                   |
| 东伦敦大学         | 英国     |                |                                                                                       |                                                   |
| 诺丁翰伦特大学     | 英国     |                |                                                                                       |                                                   |
| 安格利亚鲁金斯大学 | 英国     |                |                                                                                       |                                                   |
| 德累斯顿工业大学   | 德国     | 教育学院       | 双方共建“1+2”硕士项目                                                                 | 2007年第一批学生招入，此后未作招生宣传            |
| 瑞兰德大学         | 荷兰     |                |                                                                                       |                                                   |
| 汉恩大学           | 荷兰     |                |                                                                                       |                                                   |
| 泽兰德大学         | 荷兰     |                |                                                                                       |                                                   |
| 赫尔辛基理工大学   | 芬兰     |                |                                                                                       |                                                   |
| 波特兰州立大学     | 美国     | 法律与行政学院 | 与该校“城市与公共事务学院”结成姊妹学院，互派师生交流； 双方共建“中国公务员培训中心”； | 美方曾派出教授来校任教； 中方学生访美团并未成行。 |
| 爱许兰大学         | 美国     | 教育学院       | 与该校联合招生教育学硕士学位。                                                        |                                                   |
| 蒙特克莱尔大学     | 美国     |                |                                                                                       |                                                   |
| 罗耀拉·玛利曼大学  | 美国     |                |                                                                                       |                                                   |
| 绿河社区学院       | 美国     | 国际商学部     |                                                                                       |                                                   |
| 福特海茨州立大学   | 美国     |                |                                                                                       |                                                   |
| 洛克海芬大学       | 美国     |                |                                                                                       |                                                   |
| 圣玛丽大学         | 加拿大   | 国际商学部     |                                                                                       |                                                   |
| 康考迪亚大学       | 加拿大   |                |                                                                                       |                                                   |
| 墨尔本大学         | 澳大利亚 |                |                                                                                       |                                                   |
| 卧龙岗大学         | 澳大利亚 |                |                                                                                       |                                                   |
| 墨尔本皇家理工大学 | 澳大利亚 |                |                                                                                       |                                                   |
| 纽卡斯尔大学       | 澳大利亚 |                |                                                                                       |                                                   |
| 科廷科技大学       | 澳大利亚 | 物流学院       | 双方共建“1+1+1”物流管理、会展管理本科项目                                             |                                                   |
| 格里菲斯大学       | 澳大利亚 |                |                                                                                       |                                                   |
| 悉尼科技大学       | 澳大利亚 |                |                                                                                       |                                                   |
| 昆士兰科技大学     | 澳大利亚 |                |                                                                                       |                                                   |
| 南澳大学           | 澳大利亚 |                |                                                                                       |                                                   |
| 邦德大学           | 澳大利亚 | 法律与行政学院 |                                                                                       |                                                   |
| 堪培拉大学         | 澳大利亚 |                |                                                                                       |                                                   |
| 怀卡托大学         | 新西兰   |                |                                                                                       |                                                   |
| 新潟大学           | 日本     | 教育学院       | 双方互派交换生                                                                        | 中方第一批交换生已于2008年成行                    |
| 南洋理工大学       | 新加坡   |                |                                                                                       |                                                   |
| 东方大学           | 泰国     |                |                                                                                       |                                                   |
| 香港浸会大学       | 香港     | 校方           | 合作共建“北京师范大学-香港浸会大学联合国际学院”                                       | 共建方为校本部，但分校与“联合国际学院”共享校园    |
| 香港城市大学       | 香港     |                |                                                                                       |                                                   |
| 香港教育大学       | 香港     | 文学院         | 协助港方研究生项目及高级教育文凭项目招生                                              |                                                   |
| 香港公开大学       | 香港     |                | 协助港方研究生项目及高级教育文凭项目招生                                              |                                                   |
| 天主教辅仁大学     | 台湾     |                |                                                                                       |                                                   |
| 国立中正大学       | 台湾     |                |                                                                                       |                                                   |
| 国立中央大学       | 台湾     |                |                                                                                       |                                                   |
| 高雄师范大学       | 台湾     |                |                                                                                       |                                                   |
| 义守大学           | 台湾     |                |                                                                                       |                                                   |
| 澳门科技大学       | 澳门     | 国际商学部     |                                                                                       |                                                   |